# Conus stupa
Conus stupa é uma espécie de gastrópode do gênero Conus, pertencente a família Conidae.